# Liste der Wappen im Kreis Euskirchen
Diese Liste beinhaltet alle in der Wikipedia gelisteten Wappen des Kreises Euskirchen in Nordrhein-Westfalen, inklusive historischer Wappen. Alle Städte, Gemeinden und Kreise in Nordrhein-Westfalen führen ein Wappen. Sie sind über die Navigationsleiste am Ende der Seite erreichbar.

## Kreiswappen
| Lage             | Wappen | Kommentare |
| ---------------- | ------ | --- |
| Kreis Euskirchen |        | Genehmigt durch Urkunde des Regierungspräsidenten Köln vom 31. Oktober 1973: „Geviert; (heraldisch) rechts oben in Rot drei, 2 : 1 gestellte, goldene (gelbe) Rosen; links oben in Gold (Gelb) ein rot bewehrter und bezungter schwarzer Löwe; rechts unten in Silber (Weiß) ein durchgehendes schwarzes (kurkölnisches) Balkenkreuz; links unten in Rot ein dreizackiger goldener (gelber) Zickzackbalken.“ |

## Wappen der Städte und Gemeinden
| Stadt oder Gemeinde    | Wappen | Kommentare |
| ---------------------- | ------ | --- |
| Stadt Bad Münstereifel |        | Genehmigt durch Urkunde des Regierungspräsidenten Köln vom 27. März 1972: „Geteilt von Gold (Gelb) und Rot, oben ein wachsender rotgezungter und rot bewehrter schwarzer Löwe, unten ein goldener fünfzackiger Stern.“ |
| Gemeinde Blankenheim   |        | Genehmigt durch Urkunde des Regierungspräsidenten Aachen vom 8. September 1971: „Das Wappen zeigt in Gold (Gelb) einen rotbewehrten und -bezungten schwarzen Löwen, belegt oberhalb der Mitte mit einem freischwebenden, fünflätzigen roten Turnierkragen.“ |
| Gemeinde Dahlem        |        | Genehmigt durch Urkunde des Regierungspräsidenten Köln vom 6. April 1976: „Von Silber (Weiß) nach Rot geteilt; oben ein wachsender gold (gelb) bewehrter roter Adler, unten drei (2 : 1) schrägrechts gestellte silberne (weiße) Hämmer.“ |
| Kreisstadt Euskirchen  |        | Genehmigt durch Urkunde des Regierungspräsidenten Köln vom 6. Juli 1970: „Das Stadtwappen zeigt auf rotem Grund ein goldenes Stadttor mit offenem Fallgatter, das mit zwei Zinnentürmchen als Zeichen der Stadtbefestigung besetzt ist. Zu beiden Seiten des Tores befinden sich zusätzlich zwei Wappen. Auf dem rechten, weißen (silbernen) Wappenschild ist ein zweigeschwänzter, linksgewandter, goldgekrönter, roter Löwe abgebildet. Das linke, goldene Wappenschild zeigt ein rechtsgewandten, schwarzen Löwen.“ |
| Gemeinde Hellenthal    |        | Genehmigt durch Urkunde des Regierungspräsidenten Köln vom 6. Juli 1988: „Geteilt von Blau und Silber (Weiß); oben ein silbernes (weißes) Antoniuskreuz, unten ein roter Herzschild, überhöht von einem 5-lätzigen blauen Turnierkragen.“ |
| Gemeinde Kall          |        | Genehmigt durch Urkunde des Regierungspräsidenten Köln vom 6. Juni 1974: „Halbgespalten und geteilt von Blau und Gold (Gelb) über Silber (Weiß). Im blauen, mit goldenen (gelben) Lilien bestreuten Feld ein linksgewendeter, wachsender, golden (gelb) bekrönter, rot bezungter, silberner (weißer) Löwe; im goldenen (gelben) Feld ein wachsender, rot bewehrter und bezungter schwarzer Löwe; im silbernen (weißen) Feld zwei gestürzte, schräggekreuzte, schwarze Pfeile.“                                         |
| Stadt Mechernich       |        | Genehmigt durch Urkunde des Regierungspräsidenten Köln vom 9. Februar 1973: „Das Wappen zeigt in der oberen Hälfte auf goldenem (gelbem) Grund einen rotbezungten und bewehrten schwarzen Löwen, belegt mit einem durchgehenden fünflätzigen roten Turnierkragen und im unteren Felde auf blauem Grund zwei gekreuzte silberne (weiße) Hämmer.“ |
| Gemeinde Nettersheim   |        | Genehmigt durch Urkunde des Regierungspräsidenten Köln vom 12. August 1974: „Halb gespalten und geteilt von Gold (Gelb), Silber (Weiß) und Blau; vorn oben in Gold (Gelb) ein rotbewehrter und bezungter schwarzer Löwe, hinten in Silber (Weiß) ein durchgehendes schwarzes Balkenkreuz; unten in Blau sechs (3:2:1) silberne (weiße) Seeblätter.“ |
| Stadt Schleiden        |        | Genehmigt durch Urkunde des Regierungspräsidenten Köln vom 19. August 1976: „Das Wappen zeigt einen nach rechts gewandten gold(gelb-)bekrönten zwiegeschwänzten rotbezungten, silbernen (weißen) Löwen, schreitend in grünem mit goldenen (gelben) Lilien bestreutem Feld.“ |
| Gemeinde Weilerswist   |        | Genehmigt durch Urkunde des Regierungspräsidenten Köln vom 4. Mai 1972: „Gespalten; vorne in Schwarz ein mit einem Kreuz besteckter, zweifenstriger silberner (weißer) Turm, hinten in Silber (weiß) ein schwarzer Adler.“ |
| Stadt Zülpich          |        | Genehmigt durch Urkunde des Regierungspräsidenten Köln vom 4. Mai 1972: „In Silber ein schwarzes (kurkölnisches) Kreuz, belegt mit einem, zwei gekreuzte goldene (gelbe) Schlüssel, tragenden roten Schild.“ |

## Wappenbeschreibungenund Anmerkungen
1. ↑  Hauptsatzung des Kreises Euskirchen (PDF; 36 kB), § 2.
2. ↑  Hauptsatzung der Stadt Bad Münstereifel (Memento des Originals vom 4. März 2016 im Internet Archive)  Info: Der Archivlink wurde automatisch eingesetzt und noch nicht geprüft. Bitte prüfe Original- und Archivlink gemäß Anleitung und entferne dann diesen Hinweis. (PDF; 72 kB), § 2.
3. ↑  Hauptsatzung der Gemeinde Blankenheim (Memento des Originals vom 22. Dezember 2015 im Internet Archive)  Info: Der Archivlink wurde automatisch eingesetzt und noch nicht geprüft. Bitte prüfe Original- und Archivlink gemäß Anleitung und entferne dann diesen Hinweis., § 2.
4. ↑  Hauptsatzung der Gemeinde Dahlem (PDF; 71 kB), § 2.
5. ↑  Hauptsatzung der Stadt Euskirchen, § 2. (PDF; 54 kB) Abgerufen am 21. Januar 2016.
6. ↑  Hauptsatzung der Gemeinde Hellenthal (Memento des Originals vom 8. Dezember 2015 im Internet Archive)  Info: Der Archivlink wurde automatisch eingesetzt und noch nicht geprüft. Bitte prüfe Original- und Archivlink gemäß Anleitung und entferne dann diesen Hinweis. (PDF; 76 kB), § 2.
7. ↑  Hauptsatzung der Gemeinde Kall, § 2. (PDF; 55 kB) Archiviert vom Original (nicht mehr online verfügbar) am 8. Dezember 2015; abgerufen am 21. Januar 2016.  Info: Der Archivlink wurde automatisch eingesetzt und noch nicht geprüft. Bitte prüfe Original- und Archivlink gemäß Anleitung und entferne dann diesen Hinweis.
8. ↑  Hauptsatzung der Stadt Mechernich (Memento des Originals vom 5. Dezember 2014 im Internet Archive)  Info: Der Archivlink wurde automatisch eingesetzt und noch nicht geprüft. Bitte prüfe Original- und Archivlink gemäß Anleitung und entferne dann diesen Hinweis. (PDF; 34 kB), § 2.
9. ↑  Hauptsatzung der Gemeinde Nettersheim, § 2. (PDF; 736 kB) Abgerufen am 21. Januar 2016.
10. ↑  Hauptsatzung der Stadt Schleiden (Memento des Originals vom 20. Dezember 2015 im Internet Archive)  Info: Der Archivlink wurde automatisch eingesetzt und noch nicht geprüft. Bitte prüfe Original- und Archivlink gemäß Anleitung und entferne dann diesen Hinweis. (PDF; 111 kB), § 2.
11. ↑  Hauptsatzung der Gemeinde Weilerswist (Memento des Originals vom 5. Januar 2009 im Internet Archive)  Info: Der Archivlink wurde automatisch eingesetzt und noch nicht geprüft. Bitte prüfe Original- und Archivlink gemäß Anleitung und entferne dann diesen Hinweis. (PDF; 112 kB), § 2.
12. ↑  Hauptsatzung der Stadt Zülpich, § 2. (PDF; 160 kB) Archiviert vom Original (nicht mehr online verfügbar) am 21. Januar 2016; abgerufen am 21. Januar 2016.  Info: Der Archivlink wurde automatisch eingesetzt und noch nicht geprüft. Bitte prüfe Original- und Archivlink gemäß Anleitung und entferne dann diesen Hinweis.